# Norman Buckley
Norman L. Buckley (Limestone, 25 novembre 1955) è un regista televisivo e montatore statunitense.

## Biografia
Norman Buckley è nato a Limestone, nel Maine, figlio della giornalista Betty Bob Diltz e del tenente colonnello dell'U.S. Air Force in pensione Ernest Lynn Buckley. Ha tre fratelli, tra cui l'attrice e cantante di Broadway Betty Buckley. Ha studiato storia all'Università del Texas ad Arlington prima di trasferirsi in California, dove si è laureato all'University of Southern California.
Ha fatto il suo debutto cinematografico come assistente montatore del film Tender Mercies - Un tenero ringraziamento (1983), in cui recitava la sorella. Da allora ha lavorato sia come regista che montatore in numerose serie televisive. Nel corso della sua carriera ha ottenuto due candidature all'American Cinema Editors, vincendolo nel 2008 per il primo episodio della serie Chuck. In veste di regista è noto soprattutto per aver diretto sei episodi di The O.C. tra il 2005 e il 2007, dodici episodi di Gossip Girl tra il 2007 e il 2012 e ventitré puntate di Pretty Little Liars dal 2010 al 2017.

### Vita privata
Dichiaratamente gay, ha avuto una relazione con il ballerino Timothy Scott dal 1983 al 1988, anno in cui Scott morì di AIDS. Legato dal 2004 all'artista David Whaley, Buckley lo sposò appena il matrimonio omosessuale fu legalizzato in California e la coppia rimase insieme fino alla morte di Whaley nel 2014.

## Filmografia parziale

### Regista
- The O.C. - serie TV, 6 episodi (2005-2007)
- Gossip Girl - serie TV, 12 episodi (2007-2012)
- The Middleman - serie TV, 1 episodio (2008)
- Privileged - serie TV, 1 episodio (2008)
- Greek - La confraternita (Greek) - serie TV, 2 episodi (2008-2009)
- 90210 - serie TV, 2 episodi (2008-2010)
- Chuck - serie TV, 3 episodi (2008-2010)
- The Beautiful Life - serie TV, 1 episodio (2009)
- Rockville CA - serie TV, 20 episodi (2009)
- Make It or Break It - Giovani campionesse (Make It or Break It) - serie TV, 3 episodi (2009-2010)
- Melrose Place - serie TV, 2 episodi (2009-2010)
- Pretty Little Liars - serie TV, 23 episodi (2010-2017)
- Le nove vite di Chloe King (The Nine Lives of Chloe King) - serie TV, 1 episodio (2011)
- Hart of Dixie - serie TV, 1 episodio (2011)
- The Lying Game - serie TV, 2 episodi (2011-2013)
- The Client List - Clienti speciali (The Client List) - serie TV, 2 episodi (2012-2013)
- Switched at Birth - Al posto tuo (Switched at Birth) - serie TV, 4 episodi (2012-2015)
- Rizzoli & Isles - serie TV, 7 episodi (2012-2017)
- Ravenswood - serie TV, 1 episodio (2013)
- The Carrie Diaries - serie TV, 2 episodi (2013)
- The Fosters - serie TV, 7 episodi (2013-2017)
- Star-Crossed - serie TV, 1 episodio (2014)
- Jane the Virgin - serie TV, 1 episodio (2014)
- Chasing Life - serie TV, 2 episodi (2015)
- Finding Carter - serie TV, 3 episodi (2015)
- Dead of Summer - serie TV, 1 episodio (2016)
- C'era una volta (Once Upon a Time) - serie TV, 1 episodio (2016)
- Stitchers - serie TV, 2 episodi (2016-2017)
- Zoo - serie TV, 2 episodi (2016-2017)
- Quantico - serie TV, 1 episodio (2017)
- Step Up: High Water - serie TV, 1 episodio (2018)
- Dynasty - serie TV, 1 episodio (2018)
- The Arrangement - serie TV, 1 episodio (2018)
- Life Sentence - serie TV, 1 episodio (2018)
- Streghe (Charmed) - serie TV, 1 episodio (2019)
- In the Dark - serie TV, 1 episodio (2019)
- Pretty Little Liars: The Perfectionists - serie TV, 2 episodi (2019)
- Il colore delle magnolie (Sweet Magnolias) - serie TV, 14 episodi (2020-2023)
- NCIS: Hawai'i - serie TV, 2 episodi (2022-2023)

### Produttore
- Pretty Little Liars: The Perfectionists - serie TV, 9 episodi (2019)
- Il colore delle magnolie (Sweet Magnolias) - serie TV, 10 episodi (2020)